# Consiglio regionale della Valle d'Aosta
(Articolo 16 dello Statuto speciale della Valle d'Aosta)
Il Consiglio regionale della Valle d'Aosta (in francese Conseil de la Vallée) è l'organo legislativo rappresentativo della Regione Valle d'Aosta (dotata di statuto speciale).
Viene indicato anche come "Consiglio della Regione Autonoma della Valle d'Aosta" (nel regolamento interno del Consiglio stesso) o "Consiglio della Valle" (nello statuto speciale della Regione).

## Storia

### Origini
L'idea di un Consiglio della Valle - ossia di un'assemblea rappresentativa di tutti i valdostani dotata di rilevanti poteri decisionali - è strettamente legata, fin dal Basso Medioevo, al forte sentimento di identità comunitaria specifica ed all'aspirazione all'autodeterminazione e all'autonomia che, da sempre, caratterizzano gli abitanti della Valle.
La storia dell'autonomia valdostana precedente alla nascita della Repubblica Italiana è strettamente connessa con quella della casa Savoia che già con il suo capostipite, Umberto I Biancamano, concede nel 1032 le prime franchigie, poi notevolmente ampliate e precisate con la Charte des franchises del 1191.
I secoli successivi vedranno l'alternarsi dei tentativi sabaudi di uniformare il diritto valdostano a quello dell'intero Stato italo-francofono con le fortunate resistenze della nobiltà locale a tali tentativi fin quando, alle soglie della Rivoluzione francese, la "morsa centralizzatrice" del governo di Torino si rivelerà irresistibile.
La questione valdostana riesploderà, quindi, soltanto con l'unità d'Italia, in concomitanza con la trasformazione dello Stato retto dai Savoia da perfettamente bilingue in quasi completamente italofono.
I tentativi di uniformazione linguistica delle classi dirigenti postunitarie e, soprattutto, del governo fascista, non faranno altro che rafforzare il sentimento identitario dei valdostani.
Nel 1909 nasce la Ligue valdôtaine di Anselme Réan, molto attiva fino all'avvento del fascismo, per il quale, ad ogni modo, l'autonomismo valdostano rappresenterà sempre una non trascurabile "spina nel fianco".
Dopo l'armistizio dell'8 settembre 1943, l'autodeterminazione regionale della Valle d'Aosta diviene, progressivamente, una prospettiva sempre più concreta mentre, in quegli anni, la grandissima maggioranza delle forze politiche e di resistenza armata valdostane respinge decisamente la possibilità, balenata dal generale Charles de Gaulle, di annettere la Valle alla Francia.
Le uniche opzioni rimaste, in questa fase storica, sono, dunque, nell'ambito dello Stato unitario italiano, quella federalista e quella regionalista.

### Il primo Consiglio

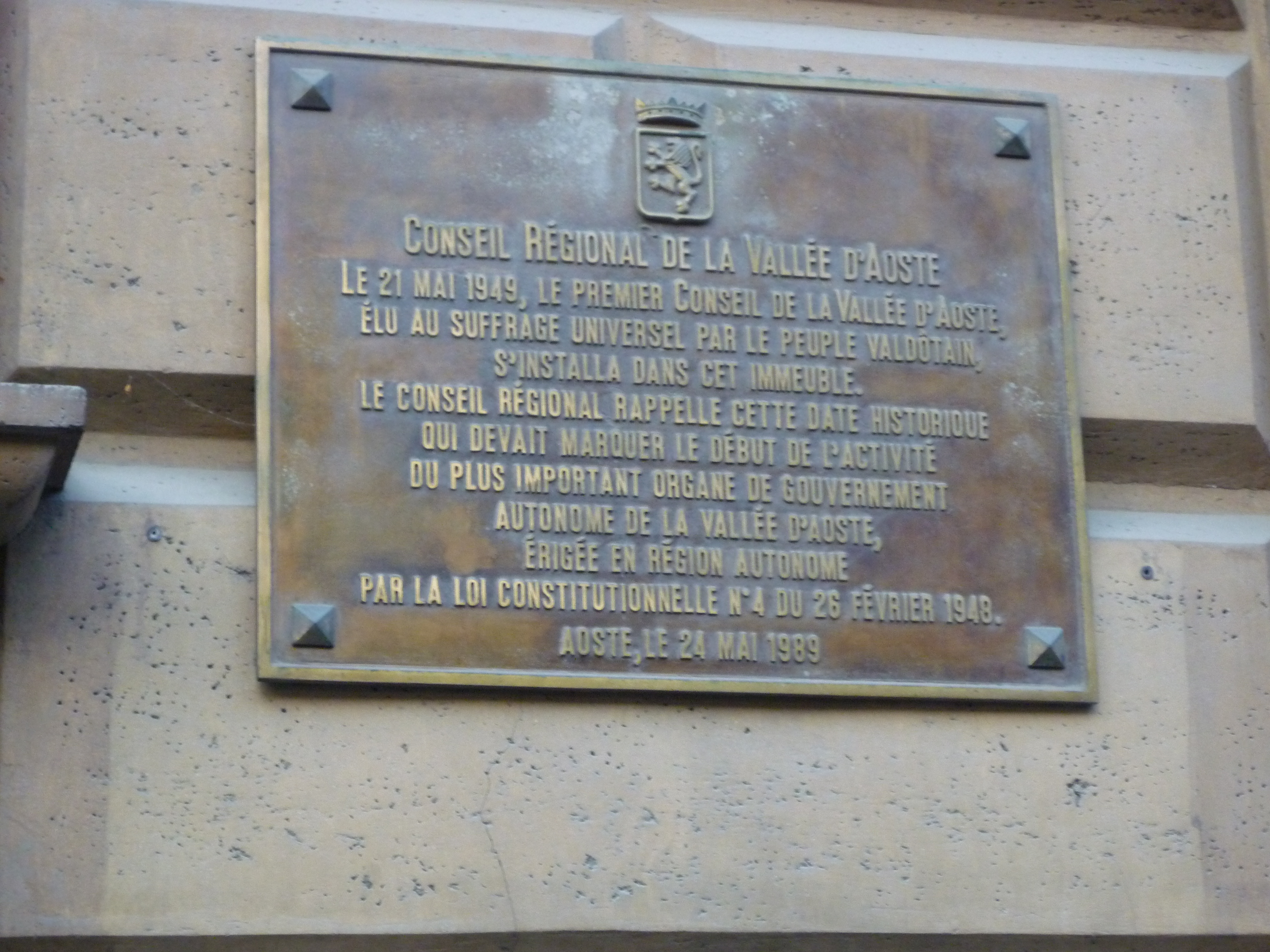
Targa in ricordo della prima sede del Conseil de la Vallée d'Aoste, nell'attuale via César Ollietti

Il primo Consiglio della Valle d'Aosta libera e autonoma non sarà, paradossalmente, eletto direttamente dal popolo ma, sul modello della Consulta Nazionale e della Consulta regionale siciliana, sarà costituito da rappresentanti designati dai partiti aderenti al Comitato di Liberazione Nazionale.
La lista dei consiglieri provvisori sarà compilata "dalle direzioni centrali dei partiti, su proposta dei loro organi locali, sentito il Comitato di Liberazione della Valle d'Aosta" ed approvata dal Consiglio dei ministri il 29 dicembre 1945. Sulla base di tale deliberazione il presidente del Consiglio dei ministri, Alcide De Gasperi, nominerà, con proprio decreto, il 4 gennaio 1946, i primi 25 consiglieri valligiani, fra i quali vi era anche una donna, Maria Ida Viglino, che, in qualità di componente più giovane, svolgerà le funzioni di segretario della prima storica riunione (presidente sarà, come membro più anziano, il notaio Giuseppe Thiébat).
Il primo presidente eletto sarà lo storico Federico Chabod, designato dal Partito d'Azione, già attivo ed intelligente militante della causa autonomista. L'assemblea eleggerà anche una Giunta valligiana provvisoria composta da un assessore per ogni altro partito del CLN: PSI, Democrazia del Lavoro, PCI, DC, PLI.

### La prima elezione democratica
Fra il 1948 e il 1949 si fanno sempre più forti le pressioni della sinistra - che, nel frattempo, sta dando buona prova di sé, grazie soprattutto al sindaco Fabiano Savioz, nel governo della città di Aosta - per ottenere dal governo nazionale la convocazione delle prime elezioni regionali democratiche e pluraliste.
La data delle elezioni è il 24 aprile 1949. Il sistema elettorale è quello ipermaggioritario entrato in vigore nel 1924 per le elezioni provinciali: assegnazione dei quattro quinti dei 35 seggi alla lista che avesse ottenuto il maggior numero dei voti e del resto alla seconda, con esclusione di tutte le altre. Ammesso anche il voto disgiunto, ossia la facoltà di dare la propria preferenza a candidati di due liste contrapposte.
Vince la lista unitaria DC-UV: 43,6% dei suffragi ed elezione di tutti i propri candidati (28 su 35 consiglieri).
I 7 seggi di opposizione sono conquistati dalla sinistra, che ottiene il 33,2%. Le liste "italianiste" rimangono fuori dal Consiglio, ottenendo, complessivamente, circa un quarto dei voti.
Severino Caveri, UV, sarà presidente della Giunta regionale; Vittorino Bondaz, avvocato democristiano, presidente dell'assemblea.
Tra le "ossessioni" della nuova politica valdostana, un posto di rilievo spetta certamente al miglioramento delle comunicazioni, nel tentativo di far arretrare l'isolamento ereditato dalla natura e dalle scarse realizzazioni del passato. In tale quadro, il conte Lora Totino iniziava, fin dal marzo del '46, in mancanza di qualsiasi autorizzazione, lo scavo del traforo del Monte Bianco. La causa del traforo verrà patrocinata, nel Parlamento nazionale, dal deputato Farinet.
La prima legislatura sarà particolarmente deludente, tant'è che tutto il quinquennio non sarà sufficiente a far vedere la luce alla prima legge regionale della Valle d'Aosta.
I forti ostacoli all'attuazione dello Statuto frapposti dal governo di Roma porteranno alla fine dell'alleanza DC-UV.
(dalla sezione "Storia" del sito istituzionale del Consiglio)

## Composizione del Consiglio
Il Consiglio Regionale si compone di 35 membri. Questi, detti consiglieri vengono suddivisi nelle cinque commissioni permanenti la cui composizione è determinata con criterio di proporzionalità rispetto alla consistenza dei gruppi del Consiglio ed in ogni commissione deve essere rispettato il rapporto tra maggioranza e minoranza. Ogni commissione è costituita da sette consiglieri, salvo deroga relativa alla prima commissione che, nella XIV legislatura conta 11 componenti: ciascun consigliere ha diritto di essere assegnato ad almeno una commissione. Queste sono nominate dal Consiglio con votazione palese, su proposta del suo Presidente, sentita la Conferenza dei Capigruppo e, dal momento della loro costituzione, sono veri e propri organi del Consiglio regionale, disciplinati dal Regolamento interno. Le cinque Commissioni sono:
- I Commissione permanente - Istituzioni e autonomia
- II Commissione permanente - Affari generali
- III Commissione permanente - Assetto del territorio
- IV Commissione permanente - Sviluppo economico
- V Commissione permanente - Servizi sociali

A queste si aggiunge la Commissione per il Regolamento che è composta da un rappresentante di ciascun gruppo consiliare ed è presieduta dal Presidente del Consiglio. Alle riunioni partecipano anche i componenti dell'Ufficio di Presidenza (due Vicepresidenti e due Consiglieri Segretari).
Il Consiglio può deliberare la costituzione di commissioni consiliari speciali o d'inchiesta per l'esame di particolari questioni: tali commissioni durano in carica fino al compimento del loro mandato, ma non oltre il termine della legislatura.

### XVI legislatura (dal 22 settembre 2020)
| Partito      | Partito                                        | Seggi |
| ------------ | ---------------------------------------------- | ----- |
|              | Union Valdôtaine                               | 11    |
|              | Lega Salvini Vallée d'Aoste                    | 7     |
|              | Federalisti Progressisti - Partito Democratico | 5     |
|              | Rassemblement Valdôtaine                       | 4     |
|              | Progetto Civico Progressista                   | 2     |
|              | Forza Italia                                   | 2     |
|              | Pour l'Autonomie - Per l'Autonomia             | 2     |
|              | Stella Alpina                                  | 1     |
|              | Misto                                          | 1     |
| Totale seggi | Totale seggi                                   | 35    |

#### Consiglieri regionali
| Consigliere | Consigliere                 | Lista                                          | Preferenze | Note                                                            |
| ----------- | --------------------------- | ---------------------------------------------- | ---------- | --------------------------------------------------------------- |
|             | Aurelio Marguerettaz        | Union Valdôtaine                               | 505        | Vicepresidente del Consiglio Regionale - Capogruppo             |
|             | Albert Chatrian             | Union Valdôtaine                               | 680        | Vice-capogruppo - Eletto con la lista "Stella Alpina"           |
|             | Roberto Alessandro Barmasse | Union Valdôtaine                               | 437        |                                                                 |
|             | Luigi Giovanni Bertschy     | Union Valdôtaine                               | 889        | Assessore regionale - Eletto con la lista "Stella Alpina"       |
|             | Luciano Emilio Caveri       | Union Valdôtaine                               | 561        | Assessore regionale - Eletto con la lista "Vallée d'Aoste Unie" |
|             | Giulio Grosjacques          | Union Valdôtaine                               | 793        | Assessore regionale                                             |
|             | Corrado Jordan              | Union Valdôtaine                               | 587        | Eletto con la lista "Vallée d'Aoste Unie"                       |
|             | Erik Lavevaz                | Union Valdôtaine                               | 823        |                                                                 |
|             | Roberto Rosaire             | Union Valdôtaine                               | 453        |                                                                 |
|             | Davide Sapinet              | Union Valdôtaine                               | 875        | Assessore regionale                                             |
|             | Renzo Testolin              | Union Valdôtaine                               | 1.393      | Presidente della Giunta Regionale                               |
|             | Paolo Cretier               | Federalisti Progressisti - Partito Democratico | 356        | Capogruppo                                                      |
|             | Andrea Padovani             | Federalisti Progressisti - Partito Democratico | 384        | Vice-capogruppo                                                 |
|             | Alberto Bertin              | Federalisti Progressisti - Partito Democratico | 938        | Presidente del Consiglio Regionale                              |
|             | Jean-Pierre Guichardaz      | Federalisti Progressisti - Partito Democratico | 467        | Assessore regionale                                             |
|             | Antonino Malacrinò          | Federalisti Progressisti - Partito Democratico | 418        |                                                                 |
|             | Aldo Di Marco               | Per l'Autonomia                                | 159        | Capogruppo                                                      |
|             | Marco Carrel                | Per l'Autonomia                                | 278        | Assessore regionale - Vice-capogruppo                           |
|             | Carlo Marzi                 | Stella Alpina                                  | 600        | Assessore regionale - Capogruppo                                |

| Consigliere | Consigliere             | Lista                        | Preferenze | Note                                                   |
| ----------- | ----------------------- | ---------------------------- | ---------- | ------------------------------------------------------ |
|             | Andrea Fabrizio Manfrin | Lega Salvini Vallée d'Aoste  | 1.152      | Capogruppo                                             |
|             | Erik Lavy               | Lega Salvini Vallée d'Aoste  | 254        | Vice-capogruppo                                        |
|             | Luca Distort            | Lega Salvini Vallée d'Aoste  | 360        |                                                        |
|             | Raffaella Foudraz       | Lega Salvini Vallée d'Aoste  | 344        |                                                        |
|             | Christian Ganis         | Lega Salvini Vallée d'Aoste  | 391        |                                                        |
|             | Simone Perron           | Lega Salvini Vallée d'Aoste  | 316        |                                                        |
|             | Paolo Sammaritani       | Lega Salvini Vallée d'Aoste  | 631        | Vicepresidente del Consiglio Regionale                 |
|             | Stefano Aggravi         | Rassemblement Valdôtain      | 973        | Capogruppo - Eletto nella lista "Lega"                 |
|             | Dennis Brunod           | Rassemblement Valdôtain      | 217        | Vice-capogruppo - Eletto nella lista "Lega"            |
|             | Claudio Restano         | Rassemblement Valdôtain      | 541        | Eletto con la lista "Vallée d'Aoste Unie"              |
|             | Dino Planaz             | Rassemblement Valdôtain      | 401        | Eletto nella lista "Lega"                              |
|             | Pierluigi Marquis       | Forza Italia                 | 498        | Capogruppo - Eletto nella lista "Stella Alpina"        |
|             | Mauro Baccega           | Forza Italia                 | 506        | Vice-capogruppo - Eletto nella lista "Per l'Autonomia" |
|             | Erika Guichardaz        | Progetto Civico Progressista | 393        | Capogruppo                                             |
|             | Chiara Minelli          | Progetto Civico Progressista | 752        | Vice-capogruppo                                        |
|             | Diego Lucianaz          | Gruppo Misto                 | 215        | Capogruppo - Eletto nella lista "Lega"                 |

### XV legislatura (dal 26 giugno 2018 al 22 settembre 2020)
| Partito      | Partito                                    | Seggi |
| ------------ | ------------------------------------------ | ----- |
|              | Lega                                       | 7     |
|              | Union Valdôtaine                           | 6     |
|              | Alliance Valdôtaine                        | 7     |
|              | Stella Alpina                              | 3     |
|              | Movimento 5 Stelle                         | 4     |
|              | Ambiente Diritti Uguaglianza Valle d'Aosta | 1     |
|              | Rete Civica - Alliance Citoyenne           | 2     |
|              | MOUV'                                      | 1     |
|              | Misto                                      | 2     |
| Totale seggi | Totale seggi                               | 35    |

### XIV legislatura (dal 1º luglio 2013 al 25 giugno 2018)
| Partito                             | Partito                                  | Seggi |
| ----------------------------------- | ---------------------------------------- | ----- |
|                                     | Union Valdôtaine                         | 13    |
|                                     | Stella Alpina                            | 5     |
| Totale coalizione autonomista       | Totale coalizione autonomista            | 18    |
|                                     | Union Valdôtaine Progressiste            | 7     |
|                                     | Autonomie Liberté Participation Écologie | 5     |
|                                     | Partito Democratico                      | 3     |
| Totale coalizione di centrosinistra | Totale coalizione di centrosinistra      | 15    |
|                                     | Movimento 5 Stelle                       | 2     |
| Totale seggi                        | Totale seggi                             | 35    |

Sono 19 (54%) gli eletti alla loro prima Legislatura in Consiglio, 14 (40%) quelli confermati della XIII Legislatura e 2 (6%) i Consiglieri già eletti in precedenti legislature. L'età media è di 49 anni, come all'inizio della scorsa Legislatura.
Il neo Consiglio vede la presenza di cinque donne (14% dell'Assemblea). Il 20% degli eletti erano amministratori locali in carica al momento delle elezioni (nel 2008, all'inizio della XIII Legislatura, rappresentavano il 31%). In base alla professione, le categorie maggiormente rappresentate sono il settore pubblico  (8 Consiglieri) e quello privato (7); gli insegnanti sono 5, i liberi professionisti 4, gli imprenditori 4, i pensionati 4, gli autonomi 2, e uno studente.
La XIV legislatura vede succedersi per quattro Presidenti del Consiglio: Emily Rini (2013-2014), Marco Viérin (2014-2016), Andrea Rosset (2016-2018) e Joël Farcoz (2018). La composizione dei gruppi consiliari resta invariata fino al giugno 2016 quando il consigliere Elso Gérandin lascia l'Union Valdôtaine Progressiste per aderire al gruppo misto; qualche mese dopo due consiglieri lasceranno l'Union Valdôtaine per costituire il gruppo "Pour Notre Vallée". Il marzo del 2017 è il mese dei grandi cambiamenti: a seguito della sospensione per l'applicazione della legge severino quattro consiglieri lasciano il Consiglio Valle; i consiglieri appartenevano ai gruppi: Partito Democratico - Sinistra VdA (2 consiglieri, un supplente rimane nel gruppo PD, l'altro aderisce al gruppo misto), Stella Alpina (1 consigliere, il supplente aderisce all'UV), Union Valdôtaine (1 consigliere, il supplente entra in AC-PNV). Sempre nel mese di marzo due consiglieri lasciano la Stella Alpina e costituiscono il gruppo EPAV. A settembre i gruppi di AC-PNV e Stella Alpina danno vita ad un unico gruppo consiliare. Sempre in autunno il consigliere Alberto Bertin lascia il gruppo Alpe e costituisce con i due consiglieri del gruppo misto il gruppo Coalition Citoyenne - MOUV. A seguito delle elezioni politiche del 2018, i due consiglieri del Movimento 5 Stelle lasciano il partito per aderire al gruppo misto, gruppo nel quale passa anche un altro consigliere dell'UVP. Qualche mese prima della fine della legislatura, il gruppo CC-MOUV si scioglie: due consiglieri fondano Impegno Civico e uno, con un componente del gruppo misto, fonda MOUV.

## Presidenti
Di seguito l'elenco dei Presidenti del Consiglio Regionale della Valle d'Aosta.
| Leg. | Presidente | Presidente          | Partito                            | Mandato   |
| ---- | ---------- | ------------------- | ---------------------------------- | --------- |
| I    |            | Vittorino Bondaz    | Democrazia Cristiana               | 1949-1954 |
| I    |            | Giuseppe Bréan      | Democrazia Cristiana               | 1954      |
| II   |            | Enrico Pareyson     | Democrazia Cristiana               | 1954-1959 |
| III  |            | Giuseppe Fillietroz | Union Valdôtaine                   | 1959-1963 |
| IV   |            | Oreste Marcoz       | Union Valdôtaine                   | 1963-1966 |
| IV   |            | Giuseppe Montesano  | Partito Socialista Italiano        | 1966-1968 |
| V    | 1968-1973  | Giuseppe Montesano  | Partito Socialista Italiano        |           |
| VI   |            | Giulio Dolchi       | Partito Comunista Italiano         | 1973-1975 |
| VI   |            | Severino Caveri     | Union Valdôtaine                   | 1975-1977 |
| VI   |            | Giulio Dolchi       | Partito Comunista Italiano         | 1977-1978 |
| VII  | 1978-1983  | Giulio Dolchi       | Partito Comunista Italiano         |           |
| VIII |            | Giovanni Bondaz     | Democrazia Cristiana               | 1983-1988 |
| IX   |            | Edoardo Bich        | Partito Socialista Italiano        | 1988-1990 |
| IX   |            | Giulio Dolchi       | Partito Comunista Italiano         | 1990-1992 |
| IX   |            | Enzo Cout           | Partito Democratico della Sinistra | 1992      |
| IX   |            | Edoardo Bich        | Partito Socialista Italiano        | 1992-1993 |
| X    |            | François Stévenin   | Union Valdôtaine                   | 1993-1998 |
| XI   |            | Roberto Louvin      | Union Valdôtaine                   | 1998-2002 |
| XI   |            | Ego Perron          | Union Valdôtaine                   | 2002-2003 |
| XII  | 2003-2008  | Ego Perron          | Union Valdôtaine                   |           |
| XIII |            | Alberto Cerise      | Union Valdôtaine                   | 2008-2012 |
| XIII |            | Emily Rini          | Union Valdôtaine                   | 2012-2013 |
| XIV  | 2013-2014  | Emily Rini          | Union Valdôtaine                   |           |
| XIV  |            | Marco Viérin        | Stella Alpina                      | 2014-2016 |
| XIV  |            | Andrea Rosset       | Union Valdôtaine Progressiste      | 2016-2018 |
| XIV  |            | Joël Farcoz         | Union Valdôtaine                   | 2018      |
| XV   |            | Antonio Fosson      | Pour Notre Vallée                  | 2018      |
| XV   |            | Emily Rini          | Forza Italia                       | 2018-2020 |
| XVI  |            | Alberto Bertin      | Partito Democratico                | dal 2020  |